# Burg Prebrunn
Die Burg Prebrunn ist eine abgegangene Wasserburg westlich der Altstadt von Regensburg in Bayern im ehemaligen Vorort Prebrunn, der früher außerhalb der Stadtmauern von Regensburg lag (extra muros). Heute ist Prebrunn Teil von Regensburg und gehört zum Stadtteil Westenviertel, Innerer Westen. Der Name des ehemaligen Vorortes (auch Prennbrunn) deutet hin auf das damalige Vorkommen guten Wassers und auf das dort betriebene Gewerbe der Töpferei und Ziegelbrennerei. Der alte Name hat sich bis heute im Sprachgebrauch und in Bezeichnungen von Straßen und Baudenkmälern erhalten. Die Anlage wird als Bodendenkmal unter der Aktennummer D-3-6938-0114 im Bayernatlas als „Archäologische Befunde des abgegangenen frühneuzeitlichen Schlosses von Prebrunn, zuvor mittelalterliche Niederungsburg“ geführt.

## Geschichte der Burg und des Vorortes Prebrunn

### 12. Jahrhundert – Ende 15. Jahrhundert
Die Burg Prebrunn wurde vermutlich durch Herzog Otto I. von Bayern erbaut, der 1181 von der Abtei Prüfening im Tausch gegen ein Grundstück in der Nähe der Abtei ein Landgut am Ufer der Donau im Bereich der damaligen Töpfer-Siedlung Prebrunn erworben hatte. Wahrscheinlich ließ der Herzog das Gut befestigen und manifestierte damit die territorialen Ansprüche der Wittelsbacher gegenüber der damals unter bischöflichem und königlichem Einfluss stehenden und nach Reichsunmittelbarkeit strebenden Stadt Regensburg.
Als am Ende des 13. Jahrhunderts der Magistrat der Reichsstadt beschloss, den Stadtmauerring von Regensburg nach Westen zu erweitern, wurde die Siedlung Prebrunn als Gebiet „extra muros“ ausgespart und blieb damit der zwischen Bayern und Regensburg umstrittenen Pufferzone des Burgfriedens zugeordnet. Trotz der Ausgrenzung blieb Prebrunn aber im Einflussbereich der Stadt Regensburg, was dadurch demonstriert wurde, dass die entstandene Niederungsburg von den Wittelsbachern spätestens ab dem 14. Jahrhundert als Lehen nur an ausgewählte Regensburger Bürger vergeben werden konnte. Unter ihnen war Erhart der Igel, der die Burg bis 1347 besaß und dann verkaufte. Teil dieses Verkaufs war ein nur wenige 100 Meter nördlich der Burg entfernter Garten, „der gelegen ist auf einer Steingrueb“. Hier befand sich die zugehörige, archivalisch nicht fassbare abgegangene Turmhügelburg Steingrube.

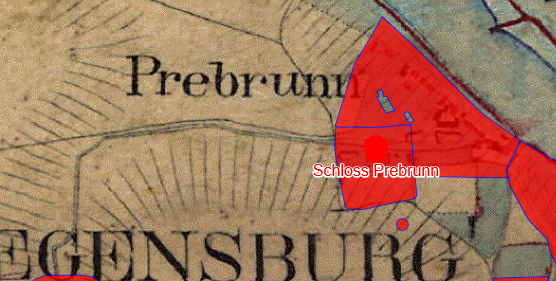
Lageplan von Burg Prebrunn auf dem Urkataster von Bayern

In Vorbereitung auf den beginnenden Städtekrieg und wegen des fehlenden Schutzes durch die Stadtmauer befahl der Rat der Stadt Regensburg 1388, die Gebäude im Vorort Prebrunn zu zerstören, um dem Heer des anrückenden bayerischen Herzogs Albrecht I. keine Deckung zu liefern. Nach dem Krieg baute der Regensburger Hauptmann Jacob Graner die zerstörte Burg 1390 mit Erlaubnis des Regensburger Rates wieder auf. Die Rechtslage über die Besitzverhältnisse blieb auch in den folgenden Jahrzehnten ungeklärt, wurde aber zugunsten von Regensburg geklärt mit der Beendigung der Herrschaft des bayerischen Herzogs Albrecht VI. über Regensburg am Ende des 15. Jahrhunderts in den Straubinger Verträgen von 1496. Danach hatte die Burg für Bayern nur noch symbolische Bedeutung, zumal ihre wirtschaftliche Bedeutung mit 17 bescheidenen Hofstätten und 3 maroden Fischteichen unbedeutend geworden war.

### 16. Jahrhundert – Ende 17. Jahrhundert
In den folgenden Jahrzehnten engagierte sich die Stadt Regensburg mit dem Aufkauf und Aufbau von Ziegeleibetrieben in Prebrunn. Der Vorort war gut angebunden an die Tongruben in Dechbetten, die dem Kloster Prüfening gehörten. Neben Wohnhäusern für Handwerker entstanden auch neue Ziegelbrennöfen, Brunnen und Ziegelstadel für Dachziegel, die in der Stadt dringend benötigt wurden. Zum militärischen Schutz der für die Stadt wichtigen Betriebe und der Häuser und Bewohner entstand am westlichen Rand des Vorortes der sog. Schopperturm, der seinen Namen nach den im Ort ebenfalls tätigen Bootsbauern (Schopper) bekam, die weithin bekannt waren, gute Boote zu bauen. Für den Transport der in großen Mengen produzierten Ziegel wurde auch der Transportweg in die Stadt durch das Prebrunntor wieder ermöglicht, nachdem das Tor wegen der Aufschüttung eines Basteihügels seit 1552 verschlossen gewesen war.
In den Jahren ab 1604 und dann ab 1622 kam die Burg in den Lehensbesitz von  Christoph Jacob Elsenheimer und dessen Sohn Johann Elsenheimer. Sie waren Mitglieder einer reichen Exulantenfamilie evangelischer Glaubensflüchtlinge aus dem oberösterreichischen Steyr, hatten 1601 das Bürgerrecht in Regensburg erlangt, erwarben 1604 bzw. 1622 die Burg Prebrunn als Lehen und mussten jährlich 50 Gulden Steuern zahlen.
Sie ließen die mittelalterliche Burg zu einem patrizischen Wohnsitz ausbauen, zu einem Wasserschlösschen in den Formen der Renaissance und des Frühbarocks (Elsenheimerschlössl). Die Bevölkerung bedauerte es stark, als nur 11 Jahre später die Gebäude wieder zerstört wurden.
Im Dreißigjährigen Krieg am Beginn der Kämpfe um Regensburg wurde die Stadt im April 1632 von bayerischen Truppen besetzt. Als sich im Laufe des Jahres 1633 abzeichnete, dass die Schweden Regensburg angreifen würden, wurde auf Befehl des bayerischen Stadtkommandanten Troibreze die Burg Prebrunn zerstört und auch alle Fabrikationsbetriebe und Häuser im Vorort Prebrunn abgebrannt, um den anrückenden schwedischen Truppen keinen Unterschlupf zu bieten. Die Zerstörung von Prebrunn konnte weder die Eroberung von Regensburg durch die Schweden noch die 6 Monate später erfolgende Rückeroberung der Stadt durch kaiserlich-bayerische Truppen verhindern. Nach dem Krieg gab es keine Pläne zum Wiederaufbau der Burg. Im Jahr 1650 übernahm der Bierbrauer Georg Haller das gesamte Lehen einschließlich der Fischteiche und der 17 Hofstätten, die – wie es festgehalten wurde – „alle im Grunde abgebrannt und in der Asche darnieder liegen“. Heute ist der ehemalige Burgstall mit der Gaststätte „Schlössel“ (Altdorferstraße 11) überbaut. Er ist als Bodendenkmal D-3-6938-0116 „Archäologische Befunde und Funde im Bereich eines ehemaligen Turmhügels des Mittelalters“ vom Bayerischen Landesamt für Denkmalpflege erfasst.
Der Wiederaufbau von Prebrunn begann erst nach 20 Jahren und wurde durch den schlechten Verkehrsanschluss an die Stadt behindert, nachdem sich der Magistrat 1665 zum Neubau einer großen Bastei vor dem Prebrunntor entschlossen hatte, durch die das Tor erneut verschlossen wurde. Im Zuge der Neubesiedlung verlor Prebrunn seine ehemalige Gewerbestruktur und auch die Fischweiher trockneten aus. Die neue Bevölkerung hatte eine andere Sozialstruktur und ein buntes Berufsspektrum. Die neuen Häuser machten einen ärmlichen Eindruck und am Ort des Wasserschlosses gab es nur noch das bescheidene Hallersche Gütl.

### 18. Jahrhundert – 19. Jahrhundert

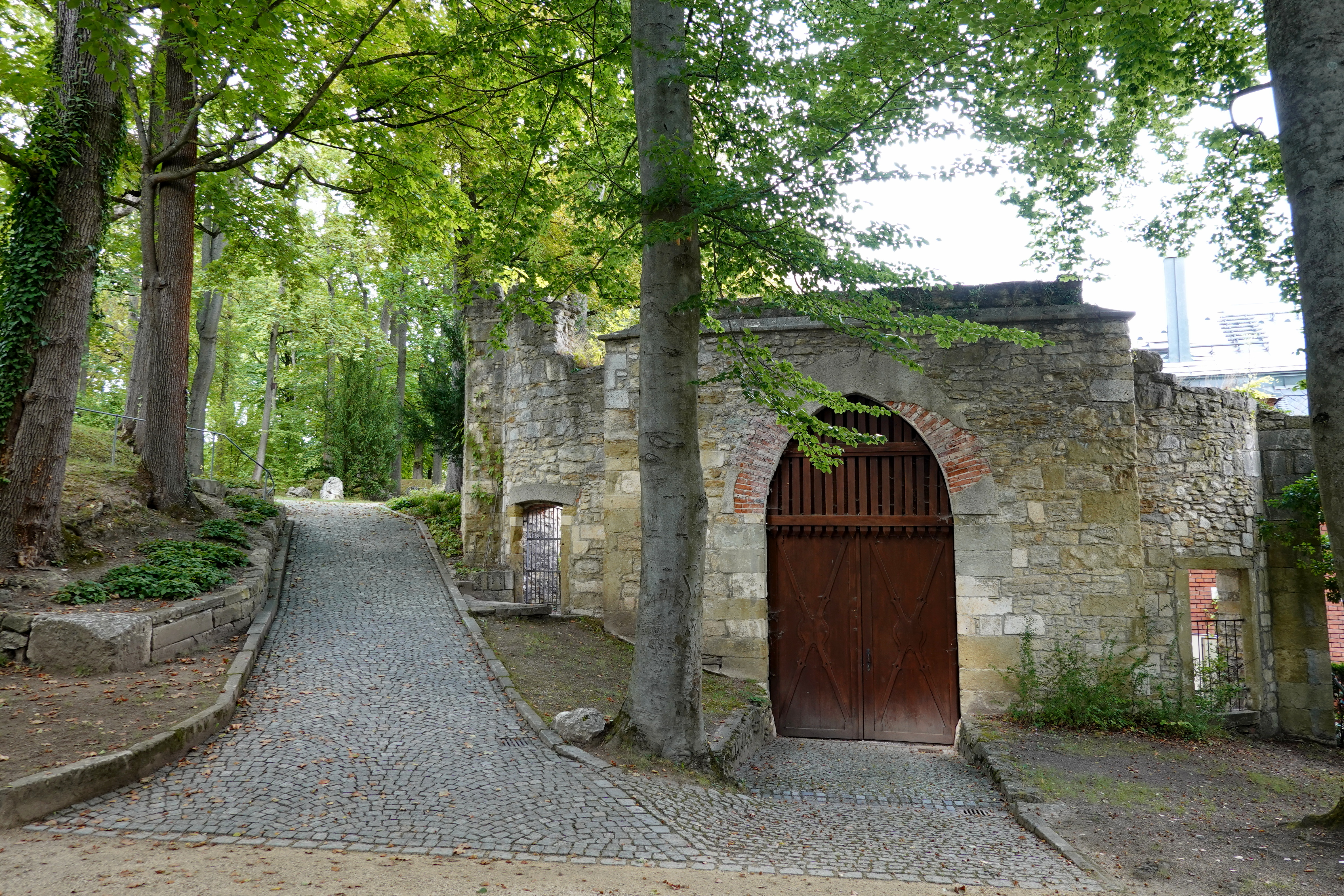
Mauerreste im Herzogspark

Die Pestepidemie führte 1713 zunächst erneut zu einem Rückgang der Bevölkerung. Die Lage besserte sich aber als für die Hofstätten die Pachtgebühren gesenkt wurden. Es gab Zuzüge und auch wohlhabende Bürger fühlten sich von der idyllischen, ruhigen Lage des Vorortes so angezogen, dass ein Bauernhof, drei Bürgerhäuser und zwei Villen entstanden. Der Kaufmann Johann Jakob Pürkel ließ in dieser Zeit 1728 nicht nur das nach ihm benannte Schloss Pürkelgut im Südosten der Stadt erbauen, sondern er hatte bereits vorher in Prebrunn ein Gartenpalais errichten lassen, das ab 1722 an Reichstagsgesandte vermietet wurde, und dann 1724 als drittes Objekt unmittelbar westlich der Prebrunner Schanze auch ein herrschaftliches Anwesen mit umfangreichen Baumpflanzungen.
Am Ende des 18. Jahrhunderts wurden im Zuge der von Fürst Carl Anselm von Thurn und Taxis angelegten Baumallee die Festungsanlagen vor den Mauern der Stadt abgebaut. Als danach während der Regentschaft von Fürstprimas Karl Theodor von Dalberg, die Allee erweitert, die geschleifte Prebrunnbastei zum Herzogspark umgebaut und das Württembergische Palais erbaut worden war, war die Trennung zwischen Prebrunn und der Stadt Regensburg aufgehoben. Am Beginn des 19. Jahrhunderts wurde Prebrunn als beliebtes Ausflugsziel entdeckt und die benachbarte Kuhwiese (heute Schillerwiese) als Badeplatz genutzt. 1880 überquerte eine Drahtseilfähre die Donau zwischen Prebrunn und Winzer und es entwickelten sich sogar Pläne, Prebrunn durch Verlängerungen bestehender Straßen besser an die Stadt anzubinden.

## Prebrunn nach 1900
Am Ende des 19. und am Beginn des 20. Jahrhunderts hatte sich Prebrunn nicht nur zu einem beliebten Ausflugsziel, sondern auch zu einem bevorzugten Wohngebiet entwickelt. Nach dem 2. Weltkrieg wurden dann für Prebrunn neue Problemkreise wichtig:
- Fragen der Wohnbebauung: Die Silhouette des alten Prebrunn veränderte sich grundlegend, als 1953 nach vergeblichem Protest der Nachbarn 9 große Wohnblöcke entstanden, darunter zwei achtgeschossige Hochhäuser, die zu den ersten dieser Neubauten in Regensburg zählen. In der Folge gingen weitere Teile der alten Bebauung verloren, darunter auch der zum alten Schloss gehörende Ökonomiehof. Mit den Gebäuden verschwand auch die Ortsangabe Prebrunn aus dem amtlichen Stadtplan von Regensburg.
- Gefahren der Prebrunn durchquerenden Verkehrserschließung von Neubaugebieten im Westen von Regensburg: Die Sprengung der Maßstäbe beim damaligen  Wohnungsneubau führte auch zum Bau von neuen vierspurig ausgebauten Erschließungsstraßen, von denen eine parallel zur Donau bis in den Osten der Stadt führte und eine weitere sogar die Donau queren sollte. An den noch heute erhaltenen Resten von kurzen Straßenverläufen damals geplanter, aber am Widerstand von Regensburger Bürgern gegen die Straßenbaupläne des damaligen  Bürgermeisters Rudolf Schlichtinger geplanten aber nicht vollendeten Straßenbaumaßnahmen, lassen sich noch heute die ursprünglichen Planungsabsichten erkennen.
- Probleme von Wasserbaumaßnahmen im Zuge des Baus vom Main-Donau-Kanal: Endgültig schwerwiegend beeinträchtigt wurde der Charme des Ortsbildes von Prebrunn durch die 1979/80 erfolgte Uferbegradigung der Donau, die mit einer Dammaufschüttung so verbunden war, dass heute nur noch eine Blickbeziehung zur Donau besteht, wenn man auf dem Damm steht.